# Дудинка (Борисовський район)
Дудинка (біл. вёска Дудзінка) — село в складі Борисовського району Мінської області, Білорусь. Село підпорядковане Пригородницькій сільській раді, розташоване в північно-східній частині області.